# Длугач, Моисей Абрамович

Директор завода М.Длугач знакомит партизан с работой завода

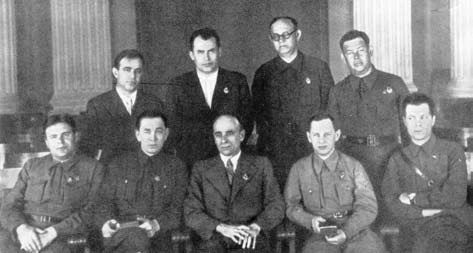
Руководители предприятий Наркомата танковой промышленности после получения правительственных наград. В первом ряду справа налево: Ж. Я. Котин, И. М. Зальцман. Во втором ряду первый справа М. А. Длугач. 1942 г.

Моисей Абрамович Длугач (апрель 1907 — не раньше 15 августа 1956) — советский партийный и хозяйственный деятель, директор Кировского завода (октябрь 1941 — февраль 1943 года) и Челябинского тракторного завода (февраль-июнь 1943 год).

## Биография
Родился в апреле 1907 года в городе Белая Церковь Киевской губернии.
С 1925 года член ВКП(б). В 1929—1931 годах походил службу в РККА.
Проходил обучение с января 1932 года по специальности «Литейное дело», окончив Ленинградский политехнический институт в феврале 1937 года.
С марта 1937 по 1939 год работал на Кировском заводе: техник фасонно-литейного цеха, начальник цеха, начальник литейного отдела.
С августа 1939 года по 1940 год — второй секретарь Кировского РК ВКП(б). В 1940—1943 годах заведующий промышленным отделом, секретарь Ленинградского горкома ВКП(б) и одновременно с 6 ноября 1941 года — директор Кировского завода, заместитель начальника управления перевозок на Ленинградском фронте (ноябрь 1941 год — февраль 1943 года).
С 22 февраля по 27 июня 1943 года возглавлял Кировский завод в Челябинске.
С июля 1943 по август 1948 года директор завода химического машиностроения, представлявшего собой эвакуированный Сумской машиностроительный завод имени М.В. Фрунзе в городе Чирчик.
С августа 1948 по сентябрь 1950 года — вернулся на Кировский завод на должность старшего инженера специального объекта и старшего инженера отдела главного механика на Кировском заводе.
Депутат Верховного Совета Узбекской ССР (1946—1950). В сентябре 1950 года исключён из партии.
С 25 сентября 1950 по 21 июля 1951 года работал учебным мастером в Ленинградском машиностроительном техникуме, уволен в связи с закрытием литейной специальности.
С июля 1951 года по май 1954 года работал начальником литейного цеха, с мая 1954 по ноябрь 1955 годах - заведующим курсами, с ноября 1955 года - главным металлургом Ленинградского механического завода Министерства нефтяной промышленности. 
22 августа 1953 года восстановлен в КПСС, в декабре 1956 года ему был восстановлен прерванный партийный стаж. 
В 1960 году в Ленинграде были опубликованы две работы его авторства по организации механического и литейного производства. В том числе в соавторстве с З.С. Богдановой вышла брошюра "Групповой метод производства поковок на кривошипноколенных прессах  (Опыт Ленинградского механического завода)".
Дата смерти Моисея Абрамовича в источниках отсутствует. Согласно научной публикации было документально установлено, что 15 августа 1956 года от имени Длугача была подана апелляция на восстановление прерванного партийного стажа. А по состоянию на 1 января 1968 года, согласно данным телефонного справочника, Моисей Абрамович проживал в Ленинграде на улице Типанова, 5.
Семья
Был женат, воспитал двух дочерей.

## Награды
- орден «Знак Почёта» (17.04.1940) — «за успешную работу и проявленную инициативу по укреплений обороноспособности нашей страны»
- орден Ленина (17.04.1942) — «за образцовое выполнение заданий правительства по производству миномётного вооружения»
- орден Отечественной войны I степени.
- орден Трудового Красного Знамени.